# Palacio de Torreflorida
El Palacio de Torreflorida fue un edificio hoy desaparecido de origen renacentista de la ciudad española de Zaragoza. Se ubicaba en la calle Mayor, ocupando los actuales números 43-45. Fue la residencia de los condes de Torreflorida en la capital aragonesa.

## Historia
La construcción del palacio se llevó a cabo en el siglo XVI, tal como revelaron algunas tejas marcadas con dicha centuria recuperadas tras su demolición. 
Toma el nombre de sus propietarios, los condes de Torreflorida, que ocuparon el palacio tras el matrimonio en 1774 de Juan Estage Guiral de Alvarado, vizconde de Alvarado y conde de Torreflorida, con Ángela de Peralta y Balda, de los marqueses de Falces. A partir de entonces el edificio pasaría a conocerse como Palacio de Torreflorida y en él habitaron los sucesivos titulares del condado hasta la muerte de la III condesa en 1911.
Fue esta aristócrata, María Manuela Estage y Sancho, quien suprimido el mayorazgo dividió el patrimonio de la Casa de Torreflorida entre sus dos herederos, legando el palacio con su mobiliario y obras de arte al menor de ellos, y no al primogénito y futuro conde como era tradición. De esta forma, tras el fallecimiento en 1913 del viudo de la III condesa, usufructuario del palacio y todos sus bienes, tomaron posesión del mismo Mariano Ferrández Estage y su esposa Candelaria Fernández de Mendívil y Milagro, baronesa (Edle) del Sacro Imperio, quienes serían sus últimos moradores.
Los efectos de una bomba caída en noviembre de 1938 durante la Guerra Civil Española provocaron el desalojo definitivo del palacio. Los propietarios enajenaron la finca a Sanz Hermanos que demolieron el edificio en 1942 y sobre su solar, de unos 1.500 metros cuadrados, se construyeron cuatro fincas de viviendas en las calles Mayor y Don Juan de Aragón que perduran hasta hoy.

## Descripción
El edificio obedecía al arquetipo de palacio renacentista aragonés: arco de entrada, fachada con miradores y alero, luna (patio interior) y salas y cámaras adyacentes.
Destacaba su interesante portada plateresca y un gran patio de dos cuerpos con doce columnas. También los miradores o galería de arquillos del alero volado de madera en estilo gótico-mudéjar, sus amplios salones y los jardines orientados a la calle Don Juan de Aragón, donde brillaba una fuente plateresca de bastantes dimensiones, dotada de varios surtidores salidos de unos brazos que ostentaban los escudos de la familia. Esta fuente fue regalada por los herederos al Ayuntamiento de Zaragoza, si bien actualmente se desconoce su paradero.
A día de hoy una réplica del arco de entrada del Palacio de Torreflorida puede observarse en la fachada del edificio de viviendas, situado en el número 3 de la calle de Costa de Zaragoza.